# Néstor Verderi
Néstor Rafael Verderi Miranda (* 12. Dezember 1950 in Tandil, Provinz Buenos Aires) ist ein ehemaliger argentinischer Fußballspieler auf der Position des Torwarts.

## Laufbahn
Verderi begann seine Laufbahn 1971 beim CA San Lorenzo, für den er erstmals 1972 in einem Spiel gegen den CA Vélez Sársfield zum Einsatz kam und am Ende derselben Spielzeit die argentinische Fußballmeisterschaft gewann.
1973 wechselte er nach Peru, wo er für Defensor Lima spielte. 1974 wechselte er nach Mexiko, wo er zunächst zwei Jahre lang für den Club América spielte und zum Kader der Meistermannschaft in der Saison 1975/76 gehörte. Später stand Verderi noch beim CD Coyotes Neza unter Vertrag. 
Nach Beendigung seiner aktiven Laufbahn blieb Verderi in Mexiko, wo er über Jahre hinweg als Torwarttrainer arbeitete und im Trainerstab bei seinem ehemaligen Verein América im Einsatz war.

## Erfolge
- Mexikanischer Meister: 1976
- Argentinischer Meister: 1972